# مارتن كروسبي
مارتن كروسبي (بالإنجليزية: Martin Crosbie)‏ هو مغني أيرلندي، ولد في 7 أبريل 1911، وتوفي في 10 فبراير 1982.